# Цонево
Цо́нево (болг. Цонево) — село у Варненській області Болгарії. Входить до складу общини Дилгопол.

## Населення
За даними перепису населення 2011 року у селі проживали 2383 особи.
Національний склад населення села:
| Національність   | Кількість осіб | Відсоток |
| ---------------- | -------------- | -------- |
| турки            | 1359           | 60,9%    |
| болгари          | 690            | 30,9%    |
| цигани           | 168            | 7,5%     |
| інша             | 5              | 0,2%     |
| не визначились   | 9              | 0,4%     |
| Всього відповіли | 2231           |          |

Розподіл населення за віком у 2011 році:
Динаміка населення: